# Theodor Schwartz
Pour les articles homonymes, voir Schwartz.
Johann Carl Theodor Schwartz (né le 14 avril 1841 à Lübeck et mort le 10 avril 1922 dans la même ville) est un syndicaliste et homme politique social-démocrate allemand.

## Biographie
Schwartz est un mouleur de formation, mais travaille également comme garçon de cabine, marin et cuisinier de navire. De 1886 à 1895, il est traiteur à Lübeck.
Il a adhéré à l'Association générale des travailleurs allemands en 1868 et, par l'intermédiaire de l'union des partis ouvriers, en 1875, il devient membre du SDAP, qui en 1890 s'appelle le SPD.
Entre 1889 et 1891, Schwartz est le délégué syndical de l'ancienne Allemagne. Schwartz est alors président à temps partiel de l'ancienne association jusqu'en 1901. Il est également rédacteur en chef à temps partiel du journal de l'association "Glück auf" entre 1891 et 1895. En 1890, Schwartz est l'un des cofondateurs de la commission générale des syndicats en Allemagne. Jusqu'en 1892, il en est membre. Il est également cofondateur et membre de la commission de presse syndicale en 1894. De 1895 à 1919, Schwartz est directeur général du Lübecker Volksbote (de). Il prend ensuite sa retraite.
Schwartz est régulièrement candidat au Reichstag depuis 1876, d'abord sans succès. Ce n'est que depuis 1890 qu'il est député du Reichstag, dont il sera membre jusqu'en 1918, à l'exception des années entre 1893 et 1898 Il est l'un des détracteurs de la politique de crédit de guerre au sein du groupe parlementaire du Reichstag et rejoint le Groupe de travail social-démocrate en 1916, sans toutefois adhérer également à l'USPD.
En outre, Schwartz est membre du parlement de l'État de la citoyenneté de Lübeck de 1905 à 1921. En 1919, il sert en tant que président principal .
Entre autres choses, une maison de bien-être des travailleurs porte le nom de Schwartz.

## Travaux
- Das alte Lübeck. Bilder aus der Kultur und Geschichte Lübecks bis zum Anfange des 17. Jahrhunderts. Zusammengestellt von Theodor Schwartz. Johannes Wedde (de), Lübeck 1887.
- Jürgen Wullenwever (de), Bürgermeister von Lübeck, Geboren zu Hamburg 1493, enthauptet bei Wolfenbüttel 1537. Hamburg 1887.
- Bilder aus Lübecks Vergangenheit. Zusammengestellt von Theodor Schwartz. Meyer, Lübek 1905.
- Hinrik Paternostermaker (de). Ein dunkles Blatt aus der lübeckischen Geschichte des vierzehnten Jahrhunderts. Friedr. Meyer & Co., Lübeck 1913.